# Missionários Combonianos
Missionários Combonianos (também conhecidos como Missionários Combonianos do Coração de Jesus ou Missionários Combonianos do Sagrado Coração ou Padres de Verona) sao uma congregação religiosa da Igreja Católica Romana, fundada por  São Daniel Comboni. Seu carisma principal é a missão Ad gentes, entre os mais pobres e abandonados.

## Brasil
No Brasil, os Missionários Combonianos chegaram em 1952. As primeiras missões foram abertas no Maranhão (Balsas) e no Espírito Santo, onde realizaram inúmeras obras: construindo escolas, igrejas, e um grande seminário em Ibiraçu. Depois de 70 anos, os combonianos no Brasil são cerca de 65, atuando em 14 dioceses. Durante trinta anos editaram no Brasil um importante periódico católico: a revista Sem Fronteiras.
Atualmente, dedicam-se no Brasil a quatro principais prioridades de evangelização: Amazônia, afrodescendentes, periferias urbanas e animação missionária e vocacional.
Algumas figuras de destaque entre os missionários combonianos no Brasil foram o Servo de Deus Ezequiel Ramin, assassinado em Rondônia por seu compromisso ao lado dos povos indígenas e sem terra, Dom Franco Masserdotti, que foi bispo de Balsas e presidente do Conselho Indigenista Missionário,, o padre Heitor Frisotti, dedicado à causa afro em Salvador.

## Itália
Dois combonianos italiano destacados são dom Antonio Maria Roveggio (1858-1902) e padre Giovanni Losi (1838-1882), confessor de Comboni.

## Superiores gerais
1. Angelo Colombaroli (1899–1909)
2. Federico Vianello (1909-1919)
3. Paolo Meroni (1919-1931)
4. Pietro Simoncelli (1931-1937)
5. Antonio Vignato (1937-1947)
6. Antonio Todesco (1947-1959)
7. Gaetano Briani (1959-1969)
8. Tarcisio Agostoni (1969–1979)
9. Salvatore Calvia Calvia (1979–1985)
10. Francesco Pierli (1985-1991)
11. David Glenday (1991-1997)
12. Manuel Augusto Lopes Ferreira (1997-2003)
13. Teresino Serra (2003-2009)
14. Enrique Sánchez González (2009-2015)
15. Tesfaye Tadesse Gebresilasie (2015-2024)
16. Luigi Fernando Codianni (desde 2025)